# Scottsbluff
Scottsbluff liegt im US-Bundesstaat Nebraska und ist die größte Stadt des Scotts Bluff County.

## Lage
Scottsbluff liegt am North Platte River und hat Anbindung an den U.S. Highway 26. Bekannt ist die Stadt und die gesamte Region vor allem für das Scotts Bluff National Monument.

## Geschichte
Die Stadt ist benannt nach Hiram Scott, einem Trapper, der 1828 im Gebiet des heutigen Countys ums Leben kam. Dort gibt es eine Reihe von „bluffs“ (zu deutsch etwa; „Klippe“ oder „Felsen“), insbesondere das Scotts Bluff National Monument, woraus letztendlich der Name der Stadt und des Countys entstand. Im Februar des Jahres 1900 – dem Jahr der offiziellen Gründung Scottsbluffs – erreichte die Chicago, Burlington and Quincy Railroad (CB&Q) die Stadt und ein Zugdepot wurde errichtet, der Passagierverkehr wurde allerdings im Jahre 1969 wieder eingestellt. Die Ankunft der Eisenbahn verursachte auch eine schnellere Entwicklung des Dorfes. Im Jahr 1900 erschien die erste Wochenzeitung The Scotts Bluff County Republican, gefolgt vom Herald (1901). Im Jahr 1912 wurde dieser mit dem Star zum Scottsbluff Daily Star Herald. 1904 kamen durch den Bau der Big-Laramie- und Tri-State-Bewässerungskanäle viele Arbeiter in die Region, die auch den Handel ankurbelten. 1910 wurde die Zuckerindustrie in Scottsbluff ansässig, als die Great Western Sugar Company eine Fabrik in Scottsbluff eröffnete. Im selben Jahr wurde der Bau eines Opernhauses beschlossen und im Jahr 1914 öffnete das Star Movie Theater. Die erste gepflasterte Straße wurde 1920 fertiggestellt. Die US Air Force erbaute 1942 bis 1943 den Flughafen Western Nebraska Regional Airport (auch bekannt unter dem Namen William B. Heilig Field) ca. 5 km östlich der Stadt. Nachdem die Stadt der Army den Flughafen 1947 abgekauft hatte, wurde der Flughafen von 1970 bis 1999 vom County betrieben. Seit 2003 ist die Scotts Bluff County Airport Authority der Flughafenbetreiber.

## Demografie
Scottsbluff hatte laut United States Census 2010 15.039 Einwohner.

## Verkehr
Der Western Nebraska Regional Airport liegt 5 östlich der Stadt.

## Persönlichkeiten
- Hugh H. Genoways (* 1940), Mammaloge, Systembiologe und Hochschullehrer
- Randy Meisner (1946–2023), Rock-Musiker
- Michael Detlefsen (1948–2019), Logiker, Mathematikhistoriker und Wissenschaftsphilosoph